# Noetiella pectunculiformis
Noetiella pectunculiformis is een tweekleppigensoort uit de familie van de Noetiidae. De wetenschappelijke naam van de soort is voor het eerst geldig gepubliceerd in 1866 door Dunker.